# Rosema boliviana
Rosema boliviana är en fjärilsart som beskrevs av Max Wilhelm Karl Draudt 1934. Rosema boliviana ingår i släktet Rosema och familjen tandspinnare. Inga underarter finns listade.